# 彭德爾頓森特 (紐約州)
彭德爾頓森特（英語：Pendleton Center）是位於美國紐約州尼亞加拉縣的非建制地區。

## 歷史
彭德爾頓森特的郵局於1851年設立，其後於1901年停運。

## 地理
彭德爾頓森特所處的海拔為高於海平面180米（即591英呎），而該地所採用的時區為UTC-5，即北美东部时区（EST）。同時該地設有夏令時間，為UTC-5調快一小時，即UTC-4（EDT）。